# Tenzin Gyatso
Tenzin Gyatso (rojstno ime Lhamo Dhondrub, med tibetanci poznan tudi kot Kundün, Yeshe Norbu ali Gyalwa Rinpoche), tibetanski budistični menih in 14. dalajlama, * 6. julij 1935, Taktser, provinca Amdo, Tibet.
Tenzin Gyatso se je rodil kot Lhamo Thondup. Pri starosti dveh let, so ga menihi razglasili za 14. zemeljsko utelešenje Avalokitešvare, bodhisatve usmiljenja. Izbor so opravili po starodavnem izročilu, po katerem duh umrlega dalajlame preide v telo novorojenega dečka. Menihi po vsej deželi so iskali novorojenčka, ki je bil rojen v smrtni uri dalajlame. Leta 1937 so prišli v vas Taktser na severovzhodu Tibeta in našli dečka iz kmečke družine, rojenega 6. julija 1935. Da bi se prepričali, da so res našli ponovno utelešenje dalajlame so z njim opravili vrsto preizkusov, ki jih je uspešno prestal in bil priznan kot ponovno utelešenje svojega prednika. Pri starosti petih let je dobil meniško ime Tenzin Gyatso in bil razglašen za 14. dalajlamo. Začel je študirati budistično filozofijo, tibetansko umetnost in kulturo, slovnico, medicino in dialektiko. S tradicionalnim obredom so ga 17. novembra 1950 v palači Potala v Lasi, v kateri je odraščal, tudi uradno ustoličili. 

## Izgnanstvo
17. marca 1959 se je, ob izbruhu tibetanskega upora načrtovanega s strani kitajske komunistične partije, ob pomoči ameriške tajne službe CIA  umaknil čez mejo v Indijo, s čimer se je rešil pred načrtovano usmrtitvijo.
Dalajlama je pozneje priznal, da je med umikom prvič začutil strah. Ampak ne zase, temveč za milijone ljudi, ki so verovali vanj. Strah je bil upravičen, saj je njegov nočni beg v indijsko pregnanstvo povzročil smrt tisoče rojakov. Pot v pregnanstvo je bila dolga in naporna, saj je vodila čez najtežje dostopne predele Tibeta s številnimi visokimi prelazi, ki so bili v tistem letnem času še pokriti s snegom. Dalajlama je 31. marca 1959 izčrpan in oslabljen zaradi griže stopil na tla dežele, v kateri je sprva nameraval ostati le nekaj časa. Njegovo stočlansko, močno oboroženo spremstvo, ki ga je varovalo na poti od tibetanskega glavnega mesta Lase do indijske meje, se je vrnilo, da bi sodelovalo v boju proti Kitajcem. Dalajlama je po nekaj mesecih svoje novo stalno bivališče našel v samostanu v severnoindijski Daramsali mestu, v katerem ima od takrat sedež tudi tibetanska vlada v izgnanstvu. Sčasoma so tam nastala obrtniška in kmetijska središča, v katerih dela več kot 100.000 tibetanskih beguncev, ki so sledili dalajlami v tujino. V severni Indiji so poleg tega ustanovili tudi šole, ki otrokom omogočajo celovito izobrazbo in spoznavanje tibetanskega jezika, zgodovine, kulture in religije. 
Brez pozornosti in spretnosti mednarodnih pravnikov v Ženevi, pod vodstvom indijskega odvetnika Purshottama Trikamdasa, Združenih narodov nikoli ne bi opozorili na celoten obseg biološkega in kulturnega genocida, ki ga je Maova kitajska komunistična vojska povzročila Tibetancem. Po umiku dalajlame so namreč Mao in kitajski komunisti po Tibetu udarili s terorjem. Uradniške in izobraževalne ustanove so bile sistematično uničene; budistična vera je bila označena kot »bolezen, ki jo je treba izkoreniniti«; skoraj 1,2 milijona od približno 6 milijonov prebivalcev je umrlo zaradi oboroženih spopadov in lakote. Veliko število tibetanskih otrok je bilo nasilno odvzeto njihovim družinam, ter poslano v kitajske sirotišnice na »prevzgojo«. Prav tako je na sto tisoče nosečih tibetanskih žena bilo prisiljeno splaviti. Raziskave kažejo, da je okoli milijon Tibetancev poskušalo prebegniti v Indijo, Nepal, Butan in druge regije, vendar se jih je večina predala Kitajski ali umrla med umikom kot posledica izčrpanosti zaradi velikih razdalj, pomanjkanja hrane na goratem terenu in vojaške invazije. Na koncu jih je potovanje po Himalaji preživelo samo 110.000, z namenom pridružitve Dalajlami v izgnanstvu v Indiji. Pričanje mnogih beguncev je ICJ (The International Court of Justice) zbral v poročilu iz leta 1959 z naslovom »Tibetansko vprašanje in pravna država«.
Danes že skoraj polovico prebivalstva Tibeta predstavljajo Kitajci. Zaradi načrtne okupacijske politike kitajske partije, še posebej v mestih in na vodilnih položajih, pa nekateri menijo, da so Tibetanci že v manjšini.
Dalajlama medtem nadaljuje nenasilni boj za pravice Tibeta. V preteklih štirih desetletjih je obiskal številne države in iskal podporo za svoje cilje. Dalajlama je zaradi vse večjega zanimanja svetovne javnosti za tibetanski spor sčasoma postal karizmatični medijski zvezdnik. Njegova naraščajoča priljubljenost je v številnih evropskih državah vzpodbudila ustanovitev budističnih verskih središč, povečalo se je tudi politično zanimanje za tibetansko vprašanje, zlasti v organizacijah za varstvo človekovih pravic.
14. dalajlama se neutrudno zavzema za svoje ljudstvo in išče miroljubno rešitev spora med Tibetom in Kitajsko. Dalajlama svojim sonarodnjakom priporoča strpnost namesto sovraštva, čeprav Kitajska Tibetu še naprej odreka pravico do večje avtonomije in svobode. Njegovo sporočilo se glasi, da morajo ljudje med seboj širiti ljubezen in usmiljenje, ter da je ta cilj mogoče doseči le z nenehnim in neutrudnim prizadevanjem.
10. decembra leta 1989 so mu kot priznanje za njegova prizadevanja za nenasilno ločitev Tibeta od Kitajske dodelili Nobelovo nagrado za mir, kar so oblastniki v Pekingu smatrali za žalitev in »vmešavanje v notranje zadeve«.
Dalajlama v izgnanstvu še naprej poskuša ohraniti tibetansko kulturo in religijo, ublažiti trpljenje Tibetancev in neutrudnim opozarjanjem svetovne javnosti na obupni položaj svoje domovine pridobiti mednarodno podporo, saj dandanes v Tibetu, »strehi sveta«, živi že več Kitajcev kot avtohtonih Tibetancev.

## Delo
Dalajlama je med bivanjem v izgnanstvu napisal tudi prek 30 del od katerih sta dve prevedeni v slovenščino. To sta Umetnost sreče, ter Etika za novo tisočletje. V svojih delih dalajlama opozarja predvsem na umik od stresnega življenja in iskanje sreče v preprostem in vsakodnevnem  v  čemur vidi glavno vodilo človeka.

## Seznam znanih del
- Freedom in exile (1990)
- The path to enlightenment (1994)
- Umetnost sreče (1998) (prevedeno 2004)
- Etika za novo tisočletje (1999) (prevedeno 2000)
- An open heart (2001)
- How to practise (2002)
- Destructive emotions ( 2002)
- How to see yourself as you really are (2006)
- Beyond religion (2011)
- The book of joy (2016)

## Nagrade
- Nobelova nagrada za mir (1989)[4]